# Jason Holder
Jason Omar Holder (* 5. November 1991 in Bridgetown, Barbados) ist ein barbadischer Cricketspieler, der seit 2013 für das West Indies Cricket Team spielt und zwischen 2015 und 2021 deren Kapitän war.

## Kindheit und Ausbildung
Holder gewann 2009 den Lord Gavron Award und absolvierte ein First-Class-Spiel, bevor er bei der ICC U19-Cricket-Weltmeisterschaft 2010 der erfolgreichste Bowler des west-indischen Teams wurde.

## Aktive Karriere

### Anfänge in der Nationalmannschaft
Vor dem Cricket World Cup 2011 kam er in den vorläufigen Kader, wurde jedoch letztendlich nicht für die Weltmeisterschaft nominiert. Im Sommer 2012 war der Teil des A-Teams der West Indies bei einer Tour gegen Indien und konnte dort überzeugen. Nach einer Verletzung von Tino Best wurde er im November 2012 für die Tour in Bangladesch berufen, kam jedoch nicht zum Einsatz. Sein Debüt in der Nationalmannschaft absolvierte er dann im Februar 2013 in der ODI-Serie in Australien. Im Juli 2013 gelangen ihm gegen Pakistan 4 Wickets für 13 Runs im ersten ODI. Im Januar 2014 gab er bei der Tour in Neuseeland auch sein Debüt im Twenty20-Team. Im Februar 2014 erreichte er 3 Wickets für 24 Runs gegen Irland. Im Juni 2014 gab er dann auch sein Debüt im Test-Cricket, wobei er gegen Neuseeland ein Half-Century über 52 Runs erreichte.
Kurz vor der Tour in Südafrika im Januar 2015 wurde er, nachdem die Selektoren Dwayne Bravo von seinen Aufgaben entbunden hatten, zum neuen Kapitän des ODI-Teams bestimmt. Nachdem er bei der Tour dann 4 Wickets für 53 Runs im vierten ODI erzielt hatte, führte er das Team beim Cricket World Cup 2015. Hier erzielte er zunächst gegen 
Simbabwe 3 Wickets für 48 Runs. In den folgenden beiden Spielen gelang ihm gegen Südafrika (56 Runs) und Indien (57 Runs) jeweils ein Fifty. Gegen die Vereinigten Arabischen Emiraten erreichte er dann noch einmal 4 Wickets für 27 Runs und wurde dafür als Spieler des Spiels ausgezeichnet. Er schied mit dem Team dann im Viertelfinale aus. Nach der Weltmeisterschaft erzielte er im ersten Test gegen England mit 103* Runs aus 149 Bällen sein erstes Century und wurde für das damit verbundene retten des Remis als Spieler des Spiels ausgezeichnet. Im dritten Test gelangen ihm dann noch mal 3 Wickets für 15 Runs. Im Sommer 2015 erzielte er mit 82* Runs im zweiten Test gegen Australien ein Fifty.

### Ernennung zum Test-Kapitän
Im September wurde er dann auch zum Test-Kapitän der West Indies ernannt und ersetzte damit Denesh Ramdin. Auf den Touren in Australien im Dezember 2015 (68 Runs) und Indien im Juli 2016 (64* Runs) erreichte er jeweils ein Half-Century. Im Oktober 2016 erzielte er gegen Pakistan im zweiten Test 3 Wickets für 47 Runs und im dritten Test mit 5 Wickets für 30 Runs sein erstes Five-for. Bei einem Drei-Nationen-Turnier in Simbabwe folgten 3 Wickets für 57 Runs gegen Sri Lanka. Im März 2017 erreichte er im abschließenden ODI gegen England 3 Wickets für 41 Runs. Daraufhin kam Pakistan in die West Indies. In den ODIs erzielte er ein Fifty über 68 Runs und auch im ersten Test (57* Runs) gelang ihm dieses. Im zweiten Test folgte ein weiteres Half-Century über 58 Runs, sowie zwei Mal 3 Wickets (3/42 und 3/23). Im abschließenden Test folgten dann noch einmal 3 Wickets für 71 Runs. Im Juli 2017 erreichte er gegen Indien mit 5 Wickets für 27 Runs auch sein erstes Five-for im ODI-Cricket und wurde dafür als Spieler des Spiels ausgezeichnet. Die Saison schloss dann mit der Tour in England, bei der er 4 Wickets für 54 Runs in den Tests und 77 Runs in den ODIs erreichte.
Zu Beginn der Saison 2017/18 erreichte er im zweiten Test ein Century über 110 Runs aus 198 Bällen in Simbabwe. Auf Grund der schlechten Ergebnisse im ODI-Cricket im Vorjahr, mussten die West Indies dann im März 2018 am ICC Cricket World Cup Qualifier 2018 teilnehmen. Dort erreichte er in der Gruppenphase zunächst gegen die Vereinigten Arabischen Emiraten 5 Wickets für 53 Runs. Im zweiten Spiel gegen Papua-Neuguinea folgten dann ein Half-Century über 99* Runs und er wurde als Spieler des Spiels ausgezeichnet. In der Super-Six-Runde kamen dann noch einmal 3 Wickets für 39 Runs bei der Niederlage gegen Afghanistan und 4 Wickets für 35 Runs gegen Simbabwe hinzu. Dieses reichte aus, um sich die Qualifikation zu sichern. Im Sommer 2018 konnte er gegen Sri Lanka im dritten Test überzeugen. Nachdem ihm ein Fifty über 74 Runs und 4 Wickets für 19 Runs im ersten Innings gelangen, erzielte er im zweiten Innings noch einmal 5 Wickets für 41 Runs. Er wurde als Spieler des Spiels ausgezeichnet, verlor dennoch das Spiel und die Serie endete unentschieden. In der daran anschließenden Tour gegen Bangladesch erreichte er 3 Wickets für 30 Runs im ersten Test, bevor er im zweiten mit 5 Wickets für 44 Runs und 6 Wickets für 59 Runs als Spieler des Spiels und der Serie ausgezeichnet wurde.

### Absetzung als Kapitän
Im Oktober 2018 reiste er mit den West Indies nach Indien, wobei er im ersten Test ein Fifty über 52 Runs und 5 Wickets für 56 Runs erreichte, bevor er in den ODIs ein weiteres Fifty über 54* Runs erzielte. Im Januar 2019 kam England in die West Indies und im ersten Test konnte Holder mit 202* Runs aus 229 Bällen ein Double-Century erreichen und wurde als Spieler des Spiels ausgezeichnet. Im zweiten Test fügte er noch einmal 4 Wickets für 43 Runs hinzu und konnte auch in den ODIs 3 Wickets für 53 Runs erreichen. Beim Cricket World Cup 2019 erzielte er in der Vorrunde gegen Pakistan 3 Wickets für 42 Runs und gegen Australien ein Half-Century über 51 Runs. Das Team jedoch wurde Vorletzter in der Gruppe und schied so vorzeitig aus. Auf der danach folgenden Tour gegen Indien erzielte er im zweiten Test 5 Wickets für 77 Runs. Im Test gegen Afghanistan im November 2019 erreichte er dann 3 Wickets für 20 Runs.
Im Sommer 2020 gelangen ihm im ersten Test in England 6 Wickets für 42 Runs und so leitete er den einzigen Sieg der Serie für sein Team ein. Im Dezember 2020 erzielte er im zweiten Test in Neuseeland 61 Runs. In der Folge war er einer von 10 Spielern die auf Grund der Covid-Situation auf die Tour in Bangladesch verzichteten. Dort übernahm Kraigg Braithwaite die Kapitänsrolle und kurz darauf wurde Holder als Kapitän der West Indies abgesetzt. Auf der folgenden Tour gegen Sri Lanka erreicht er im zweiten Test ein Fifty über 71* Runs. Im Saison 2021 erzielte er zunächst gegen Südafrika 4 Wickets für 75 Runs in den Tests. In der ODI-Serie gegen Australien gelang ihm dann ein Fifty über 52 Runs. Zum Abschluss der Saison folgte dann die Begegnung gegen Pakistan. Hier erreichte er in den Twenty20s, die er seit dem wieder regelmäßiger bestritt, 4 Wickets für 26 Runs. Im ersten Test gelangen ihm dann 3 wickets für 23 Runs und ein Fifty über 58 Runs.

### Bis heute
Er wurde als Ersatz für den ICC Men’s T20 World Cup 2021 nominiert und kam dort zum Einsatz, als sich Obed McCoy ersten Spiel verletzte. Im Januar 2022 konnte er gegen England in den Twenty20s in den fünf Spielen insgesamt 15 Wickets erzielen. Im ersten Spiel gelangen ihm 3 Wickets für 7 Runs, im vierten 3 Wickets für 44 Runs und im abschließenden Spiel sein erstes Five-For im Twenty20-Cricket mit 5 Wickets für 27 Runs. Für diese Leistungen wurde er als Spieler der Serie ausgezeichnet. In der anschließenden ODI-Serie gegen Indien konnte er ein Half-Century über 57 Runs und 4 Wickets für 34 Runs erreichen. Zum Ende des Sommers erreichte er gegen Neuseeland noch einmal 3 Wickets für 24 Runs.